# 藤原忠隆
藤原 忠隆（ふじわら の ただたか）は、平安時代後期の公卿。藤原北家中関白家、非参議・藤原基隆の長男。官位は従三位・非参議。

## 経歴
院庁の年預を務めるなど、鳥羽院政期を代表する院近臣として活躍した。また鷹狩を好み、馬術にも優れるなど、武の道においても一目置かれる存在であり、平忠盛ら武人とも広く交流した。信西も『本朝世紀』の中において「数国の刺史を経て家富財多し。性、鷹、犬を好む。人がため施しを好み、その報いを望まず。世、その態度に伏す」と述べ、その器量の大きさに称賛を送っている。
忠隆の武を好む資質を受け継いだ四男・信頼は、後年に平治の乱の首魁となる。

## 官歴
- 天永2年（1111年）：丹波守
- 永久2年（1114年）：従五位上
- 永久4年（1116年）：右兵衛佐
- 元永元年（1118年）：但馬守、正五位下
- 保安3年（1122年）：右近衛少将、左近衛少将
- 保安5年（1124年）：従四位下
- 大治元年（1126年）：従四位上、備中守
- 大治2年（1127年）：左近衛少将を辞す
- 大治3年（1128年）：正四位下、大膳大夫
- 天承元年（1131年）：伊予守
- 保延5年（1139年）：播磨守
- 永治元年（1141年）：伊予守再任、皇后宮亮
- 康治2年（1143年）：大膳大夫を辞す
- 天養2年（1145年）：内蔵頭、正四位上
- 久安4年（1148年）：従三位・大蔵卿
- 久安5年（1149年）：皇后宮権大夫、美作権守

## 系譜
- 父：藤原基隆
- 母：藤原長忠の娘
- 妻：藤原栄子 - 藤原顕隆の娘、典侍
  - 男子：藤原隆教
- 妻：藤原季孝の娘
  - 男子：藤原基成
- 妻：藤原公子 - 藤原顕頼の娘
  - 男子：藤原信頼（1133年-1159年）
  - 男子：藤原家頼
  - 男子：藤原信説
  - 女子：近衛基実室
- 生母不明の子女
  - 男子：藤原俊成
  - 男子：藤原信家
  - 男子：尋忠
  - 女子：藤原隆季室